# Hall XP2H
Hall XP2H – prototypowa amerykańska łódź latająca zbudowana w 1932 w zakładach Hall-Aluminum Aircraft Corporation na zamówienie United States Navy (USN).  Była to ostatnia dwupłatowa łódź latająca zaprojektowana dla USN, pomimo jej dobrych osiągów Bureau of Aeronautics (BuAer, dyrektorat USN ds. lotnictwa morskiego) zdecydowało skoncentrować się na rozwoju mniejszych, jednopłatowych konstrukcji takich jak Consolidated XP3Y czy Douglas XP3D.  Jako samolot USN, Hall P2H ustanowił szereg rekordów - był to największy i zarazem ostatni dwupłatowiec zaprojektowany dla USN oraz największy czterosilnikowy samolot USN.

## Tło historyczne
Samolot powstał na zamówienie BuAer jako wodnosamolot patrolowy bardzo dalekiego zasięgu.  Zamówienie na samolot zostało złożone w zakładach Halla 30 czerwca 1930.

## Opis konstrukcji
Hall XP2H-1 był czterosilnikową, dwupłatową łodzią latającą o konstrukcji prawie całkowicie metalowej (aluminiowej).  Metalowy kadłub został zaprojektowany jako powiększony kadłub wcześniejszej łodzi latającej Hall PH-1.
Napęd zapewniały cztery chłodzone wodą silniki rzędowe typu Curtiss Conqueror V-1570-54 o mocy 600 KM każdy.  Silniki były zamontowane w dwóch gondolach umieszczonych pomiędzy skrzydłami, po dwa silniki w każdej gondoli, jeden silnik ze śmigłem z konfiguracji ciągnącej, a drugi w konfiguracji pchającej.  W gondolach silnikowych znajdowały się także chłodnice silników i zbiorniki z paliwem o łącznej pojemności 600 galonów amerykańskich (2270 litrów).  Dodatkowe zbiorniki z paliwem były umieszczone w skrzydłach.  Silniki napędzały trzypłatowe, metalowe śmigła o ręcznie zmiennym skoku (tylko przy wyłączonych silnikach).
Skrzydła samolotu miały konstrukcję metalową, kształt trapezoidalny i profil typu Clark Y.
W środkowej części kadłuba samolotu znajdowały się łóżka dla załogi używane w czasie długotrwałych patroli.  Wśród wyposażenia samolotu znajdowała się między innymi niewielki, 1½-konny jednocylindrowy silnik spalinowy przeznaczony do wciągania na pokład 250-funtowej (113 kg) kotwicy.
Załogę samolotu stanowiło sześć osób - dwóch pilotów siedzących obok siebie z całkowicie zamkniętym kokpicie, bombardier/strzelec w otwartym, dziobowym stanowisku strzeleckim, mechanik które stanowisko znajdowało się wewnątrz kadłuba oraz dwóch strzelców obsługujących boczne oraz tylne stanowiska strzeleckie.  Uzbrojenie obronne stanowiło pięć pojedynczych karabinów maszynowych 7,62 mm, samolot mógł także przenosić do 2000 funtów (909 kg) bomb.
Hall XP2H-1 był największą dwupłatową łodzią latającą zbudowaną dla United States Navy.

## Historia
Pierwszy i jedyny prototyp (number seryjny BuAer BuA-8729) został oblatany 15 listopada 1932 przez Williama McAvoya, w późniejszym czasie samolot był poddawany długotrwałym próbom przez pilotów USN.
Prędkość maksymalna samolotu okazała się być o 11 mil na godzinę (18 km/h) większa od teoretycznie wyliczonej prędkości, samolot miał także bardzo dobre osiągi w locie na tylko dwóch silnikach.  Lecąc tylko na dwóch tylnych, pchających silnikach samolot mógł bez problemu utrzymywać pułap w locie poziomym na wysokości 1500 stóp (457 m), a lecąc na dwóch przednich, ciągnących silnikach mógł nawet powoli zwiększać pułap.
Lecąc na trzech silnikach samolot utrzymywał pułap 7000 stóp (2100 m), a w czasie długich patroli, w miarę spalania paliwa co powodowało zmniejszanie masy samolotu, można było po kolei wyłączać silniki aby maksymalnie przedłużyć zasięg samolotu, kończąc patrol tylko na dwóch silnikach.
Samolot miał dobre właściwości pilotażowe, chwalono jego znakomite właściwości przy starcie.   W czasie testów samolot z racji jego niespotykanych rozmiarów otrzymał nieoficjalną nazwę BMB („Big Mammoth Bastard” dosłownie „wielki bękart mamuta”).  Piloci podchodzili nieufnie do aluminiowej konstrukcji samolotu uważając, że jest ona zbyt lekka i zbyt mało wytrzymała.  Wadą samolotu było wymagane bardzo płaskie podejście do lądowania co powodowało twarde wodowanie i przy dużej fali tworzyło problemy strukturalne, a ostatecznie doprowadziło do utraty samolotu.
Po oblocie i zakończeniu testów samolot został przyjęty do USN na przełomie 1932/33 ale BuAer postanowiło zaprzestać dalszych prac rozwojowych nad samolotem i nie wszedł on do produkcji seryjnej. Jako jeden z powodów odrzucenia prototypu były także nietypowe urządzenia sterowe używane przez samolot.  Kolejnymi łodziami latającymi USN były już jednopłatowe Consolidated XP3Y i Douglas XP3D.
W dniach 15/16 stycznia 1935 pilotowany przez porucznika Johna Thacha samolot zapoczątkował loty non-stop z Naval Station Norfolk do Coco Solo w Strefie Kanału Panamskiego.  W ośmioosobowej załodze samolotu (pierwszy pilot Thach, dwóch innych pilotów, pierwszy mechanik, dwóch innych mechaników, radiotelegrafista i ogólny pomocnik) znajdowali się między innymi David E. Bunger i późniejszy admirał Joseph J. Clark.
Przed załogą samolotu postawiono trzy zadania: podstawowym było wyliczenie zużycia paliwa w normalnym locie, drugim było opracowanie optymalnych ustawień przepustnicy w celu zoptymalizowania zużycia paliwa, trzecim była obserwacja wpływu tak długiego lotu na funkcjonowanie załogi.  Z obserwacji załogi wynikało, że 25 godzin non-stop w powietrzu było zbyt męczące dla załogi, sam Thach zdrzemnął się tylko przez chwilę, a radiotelegrafista w pewnym momencie stracił przytomność i nikt z załogi nie wiedział w jaki sposób go ocucić.
Licząca 1940 mil trasa (ponad 3122 km) została pokonana w 25 godzin i 15 minut, pomimo że większość lotu odbyła się pod bardzo silny przeciwny wiatr, w późniejszym czasie na trasie tej regularnie latały samoloty Consolidated PBY Catalina.
Samolot został stracony w 1935 w czasie lądowania na pełnym oceanie.